# Minerva Film
La Minerva Film è stata una casa di distribuzione e di produzione italiana fondata nel 1912 e attiva fino al 1956. Affermatasi negli anni trenta grazie agli imprenditori di origine greca Antonio Mosco (1886-1970) e Costantino Potsios (1898-1984), divenne nel dopoguerra la maggiore casa distributrice italiana e una delle più importanti società di produzione nazionali, con 13 agenzie sul territorio e la consociata  Excelsa Film.

## Storia

### La nascita della casa di distribuzione
Risale al 1912 la fondazione della casa di distribuzione Minerva Film. Il primo marchio, la testa della dea Minerva con elmo e la scritta della società contenuta in una ogiva poligonale, fu opera del noto illustratore cinematografico Carlo Emilio Nicco. Successivamente negli anni quaranta l'elmo viene sostituito da una corona e negli anni cinquanta da una testa di donna con una maschera sul capo sormontata da tre cavalli. Per un lungo periodo di tempo la storia della Minerva Film si intreccia a quella del cinema italiano, costituendo uno dei tasselli centrali della sua evoluzione a partire dalla metà degli anni venti quando, in seguito alla grande crisi che colpisce l'industria cinematografica interna, riesce come prima casa di distribuzione a stipulare accordi in esclusiva con alcune delle principali Majors americane e inglesi: tra di esse la RKO Pictures, la Pioneer Pictures Corporation e la London Film Productions di Alexander Korda. Sotto l'etichetta della Minerva Film arrivano così nel florido mercato nazionale le grandi produzioni straniere destinate a rivoluzionare il modello culturale e i gusti del pubblico italiano: si pensi a film come “Il ladro di Bagdad”, “Primo amore”, “Il traditore”, “Le quattro piume” o “Becky Sharp” (tratto dal romanzo “La fiera delle vanità”), prima pellicola in Technicolor distribuita in Italia.

### Dalla distribuzione alla produzione: Excelsa Film
Alla fine degli anni trenta, grazie anche all'inaugurazione di Cinecittà, una delle strutture produttive più grandi d'Europa, si inverte la tendenza che voleva oltre il 70% degli incassi italiani ad appannaggio delle produzioni d'oltreoceano. In questo nuovo contesto, a dare impulso alla produzione cinematografica italiana sono quattro compagnie: la Lux Film, la Titanus, la Scalera Film e la Minerva Film, che nel 1939 avvia la sua attività anche in questo campo. Con il marchio Excelsa Film produce Roma città aperta, pietra miliare con cui il Neorealismo acquista risonanza mondiale. Realizza molti tra i più conosciuti film del periodo della ricostruzione, come Un americano a Roma e Miseria e nobiltà.
La produzione di Excelsa si concentra prevalentemente su commedie, pellicole di genere musicale e film ispirati alla letteratura popolare. Resta comunque anche la dimensione internazionale grazie alle coproduzioni e alla vasta rete di esportazione, con agenzie e corrispondenti nelle principali città del mondo. Barbara Corsi in “Le Majors sul Tevere”, contenuto in "Storia del cinema italiano" di Callisto Cosulich (vol. VII) scrive: “La forza trainante di Excelsa fu di fatto l'organizzazione commerciale della Minerva, un vanto e una gloria della nostra cinematografia (...) la più completa e perfetta tra le nostre organizzazioni industriali, sia per lo sviluppo raggiunto, sia per il vasto campo di attività che si estende a tutti i rami, dall'importazione all'esportazione, dalla produzione al noleggio”.
Lavorano per Minerva - Excelsa registi come Vittorio De Sica, Roberto Rossellini, Federico Fellini, Mario Monicelli, Steno, Pietro Germi, Alessandro Blasetti e Mario Soldati.

### Gli ultimi anni
Il 14 maggio 1947 un incendio distrugge in poco tempo gli uffici della società. La vicenda ha notevole risalto mediatico e induce tutte le case di produzione cinematografica dell'epoca a prestare maggiore attenzione alle norme di sicurezza in merito allo stoccaggio, all'immagazzinamento e alla manipolazione del nitrato di cellulosa, un materiale altamente infiammabile sostituito poi, proprio per la sua pericolosità, dal triacetato di cellulosa. L'attività della Minerva Film continua negli anni quaranta e cinquanta con una serrata produzione di pellicole di ampia popolarità e prestigio. Nel 1956 la società viene messa in liquidazione.

## Film prodotti (parziale)
- Scampolo (1941)
- La bisbetica domata (1942)
- Giorni felici (1942)
- M.A.S. (1943)
- Il fidanzato di mia moglie (1943)
- Roma città aperta (1945)
- La vita ricomincia (1945)
- Il mondo vuole così (1945)
- Il diavolo va in collegio (1945)

## Film distribuiti (parziale)
- Un americano a Roma (1954)
- Giorni d'amore (1954)
- La romana (1954)
- Cheri-Bibi (Il forzato della Guiana) (1955)
- Totò all'inferno (1955)
- La donna del fiume (1955)